# 애정의 조건 (영화)
《애정의 조건》(영어: Terms of Endearment)은 1983년 희비극 영화이다. 래리 맥머트리의 동명 소설을 제임스 L. 브룩스가 각색, 연출하였다. 오로라 그린웨이와 그녀의 딸 에마 간의 30년에 걸친 관계를 다룬다.
이 영화는 1984년 제56회 아카데미상에서 작품상, 감독상, 각색상, 여우 주연상(셜리 매클레인), 남우 조연상(잭 니컬슨) 등 총 5개 부문을, 제41회 골든 글로브상에서 드라마 영화 부문 작품상, 드라마 영화 부문 여우 주연상, 드라마 영화 부문 남우 조연상, 영화 부문 각본상 등 총 4개 부문을 수상하였다.

## 줄거리
딸 엠마가 어린 소녀였을 때부터 과부가 된 오로라 그린웨이는 휴스턴의 리버 오크스에서 여러 구혼자들을 멀리하고, 대신 엠마와의 가깝지만 통제적인 관계에 집중한다. 어머니로부터 벗어나고 싶어 안달이 난 엠마는 어머니의 반대에도 불구하고 미숙한 젊은 대학 교수 플랩 호튼과 결혼한다.
잦은 다툼과 서로 어울리기 힘들어하는 와중에도 엠마와 오로라는 매우 가까운 유대 관계를 유지하며 전화로 연락을 주고받는다. 결혼 직후, 엠마는 첫 아이를 임신한다. 첫 아이가 몇 살 되었을 때 다시 다른 아이를 임신한다.
플랩이 영어 교수로서 경력을 쌓기 위해 작은 가족은 아이오와로 이사한다. 재정난에 처하자 엠마는 오로라에게 도움을 요청한다. 세 번째 임신을 인정하며 어머니는 콜로라도로 가서 낙태할 것을 제안한다.
플랩이 밤새 집을 비우고 돌아오자, 엠마는 그에게 불륜을 저지르고 있는지 말해달라고 요구한다. 그는 임신 호르몬으로 인한 편집증이라고 주장한다. 식료품점에서 엠마는 모든 식료품 값을 지불할 돈이 부족하고, 샘 번즈를 만나 그의 도움으로 식료품 값을 지불한다.
한편 외로운 오로라는 생일 축하 자리에서 신부에게 실제 나이보다 두 살 많다는 모욕적인 말을 듣고 억압을 극복하고, 난잡하고 거친 옆집 이웃인 은퇴한 우주비행사 개럿 브리드러브와 불꽃 튀는 로맨스를 시작한다. 동시에 엠마와 샘은 샘의 아내가 성관계를 거부하고 엠마는 플랩의 불륜을 의심하면서 우정을 쌓고 빠르게 불륜 관계로 발전한다.
다음 몇 년 동안 결혼 생활은 흔들리기 시작한다. 엠마는 캠퍼스에서 플랩이 학생 중 한 명과 시시덕거리는 것을 보고 즉시 아이들을 데리고 휴스턴으로 돌아간다. 그곳에서 개럿은 오로라가 딸과 손주들과 함께 있는 것을 보고 오로라와의 관계에 대해 냉담해지며 관계를 끊는다.
엠마가 없는 동안 플랩은 네브래스카에서 승진을 받아들인다. 엠마와 아이들은 아이오와로 돌아왔다가 네브래스카로 이사한다. 캠퍼스에서 엠마는 아이오와에서 플랩과 함께 보았던 그 여성을 다시 만난다. 그녀에게 따져 묻자 플랩이 여자친구 재니스와 함께 일하기 위해 네브래스카로 이사했다는 것을 알게 된다.
엠마가 암 진단을 받고 병이 얼마나 진행되었는지 알기 전에, 평생 친구 팻시가 그녀에게 뉴욕을 탐방해보라고 설득한다. 그녀는 그곳에서 잠시 머무는데, 팻시의 친구들은 처음에는 그녀가 한 번도 일해본 적이 없다는 것을 이상하게 생각하고, 암 소식을 듣자 더 불편해한다. 즐겁지 않아서 그녀는 일찍 집으로 돌아온다.
말기 암이라는 것을 알게 되자 오로라와 플랩은 엠마의 치료와 입원 기간 내내 엠마 곁을 지킨다. 개럿은 오로라와 그녀의 가족과 함께하기 위해 네브래스카로 날아간다. 죽어가는 엠마는 자신의 아이들을 오로라에게 맡김으로써 어머니에 대한 사랑을 보여준다.

## 출연진
- 셜리 매클레인 - 오로라 그린웨이 역
- 데브라 윙어 - 에마 그린웨이호턴 역
- 잭 니컬슨 - 개릿 브리들러브 역
- 대니 더비토 - 버넌 댈하트 역
- 제프 대니얼스 - 플랩 호턴 역
- 존 리스고 - 샘 번스 역
- 리사 하트 캐럴 - 패치 클라크 역
- 메리 케이 플레이스 - 도리스 역 (목소리)
- 앨버트 브룩스 - 러디어드 그린웨이 역 (목소리)

## 우리말 녹음
MBC 성우진
- 김은영 - 오로라 (셜리 매클레인)
- 김수희 - 패치 (리사 하트 캐럴)
- 홍승옥 - 로지 (베티 R. 킹)
- 김용식
- 탁재인
- 손원일
- 박조호
- 김영선
- 송준석
- 오주연
- 고성일
- 김서영
- 김지영
- 이상훈
- 이자옥
- 최한